# Позиционер для новорождённых
Позиционер для новорождённых (другие названия — кокон для младенца, гнёздышко для новорождённых) — аксессуар для размещения и фиксации позы новорождённого ребёнка с первых дней жизни до 3-4 месяцев. В некоторых случаях может использоваться до полугода. Обеспечивает безопасный сон малыша, фиксацию в правильной позе и защиту от скатывания с большой поверхности кровати. Теряет актуальность после того, как ребёнок научится уверенно сидеть и переворачиваться.

## Классификация
По способу исполнения позиционеры для младенцев делятся:
- На коконы. Выполняются с закрывающимся низом и цельными. Закрывающиеся гнездышки для детей делают на завязках, кнопках, липучках.
- Ортопедические подушки.
- Позиционеры-пеленки. Оснащаются валиками для фиксации малыша.

Матрас кокона может быть вшит в конструкцию или выниматься. Он делается мягким, жестким или ортопедическим. Может располагаться под наклоном, чтобы повторять естественное положение плода в утробе матери. Поверхность матраса часто оснащается дополнительными фиксаторами (паховыми и поясными) на липучках. Они призваны обеспечить безопасность ребёнка, который уже пробует переворачиваться или демонстрирует высокую двигательную активность.

## Материалы
Основной наружный материал детских коконов — хлопок, лен или сатин. Наполнитель валиков бывает двух видов.
Искусственный:
- синтепон;
- холлофайбер;
- пенополиуритан (ППУ);
- меморифом;
- техногель;
- биококос.

Натуральный:
- кокосовый, кактусовый койр;
- конский волос;
- шерсть (верблюжья, овечья);
- латекс;
- волокна натурального хлопка.

От материала наполнителя зависит степень жесткости и гипоаллергенность матраса. Полностью гипоаллергенные наполнители — искусственный холлофайбер, натуральный и биококос, ППУ. Некоторые искусственные материалы (меморифом) обладают памятью формы.

## История создания
Идея создания специального аксессуара для новорождённых возникла в США (Google Patent) в 2000х годах. Изначально позиционеры предназначались для младенцев, требующих специального ухода (рожденных раньше срока, с недобором веса, подозрением на нарушение работы дыхательных органов).
Первые модели изделий представляли собой отдельные аксессуары — готовые валики, ограничители движения, ортопедические подушки. Их функция сводилась к контролю безопасности младенца и удержанию его в анатомически правильном положении на спине и на боку .
Одним из авторов идеи создания эргономической кроватки (гнёздышка для новорождённых) считается жительница штата Техас (США) Ямиль Джексон. В 2001 году Ямиль родила сына Захария за 12 недель до положенного срока. Ребёнок весил 0,9 кг и нуждался в постоянном уходе. Молодая мама, проводя все свободное время у кроватки малыша, заметила, что в её присутствии младенец намного реже испытывает сложности с дыханием и показаниями давления.
Не имея возможности быть с сыном 24 часа в сутки, Ямиль решила провести эксперимент: она сшила большую перчатку, заполнила её семенами и держала у груди в течение часа, чтобы «напитать» своим запахом. С разрешения медперсонала больницы, в которой содержался мальчик, молодая мама обернула в гнездышко своим ноу-хау ребёнка, сымитировав объятия. По данным регистрационного журнала, в эту ночь у Захария не случилось ни одного кризиса, связанного с респираторными или сердечными функциями.
Идея имитации материнских объятий нашла отклик у родителей и производителей принадлежностей для новорождённых. В США (National Center for Biotechnology Information) , American Academy of Pediatrics  и ряде стран Европы были проведены исследования и собраны мнения опытных педиатров, которые подтвердили эффективность такого решения и его полезность не только для детей, нуждающихся в особом уходе, но и остальных малышей.
В нынешнем виде эргономические кроватки — коконы для младенцев — появились на американском и европейском рынках в 2005—2010 гг. Дополнив каталог позиционеров, они тем не менее не вытеснили классических изделий.

## Производители
Сегмент коконов для младенцев представлен крупными брендами Франции, Швеции, Тайваня, США и других стран. Большинство европейских рынков работают с собственными изготовителями аксессуаров. Топ-лист наиболее известных брендов: Kanmed (Швеция), Sleepyhead, Babynest (Швеция), RedCastle (Франция).

## Способ применения
Ребёнка рекомендуют укладывать в позиционер на спину или бок. Приспособление может использоваться для совместного сна мамы и малыша (на одной постели) или в качестве места размещения младенца рядом с родителями во время пребывания вне детской комнаты. Согласно заключению экспертов FDA, в качестве постоянного места для сна использовать кокон не рекомендуется. Исключение — случаи, когда в одной детской кроватке размещаются близнецы или ребёнок постоянно спит вместе со взрослым родителем (защита от случайных движений мамы, папы).

## Функции позиционеров
- Безопасное размещение младенца в физиологической позе[7] (согласно заключению специалистов американской Академии педиатрии от 1992 года).
- Защита от случайного повреждения спящим рядом взрослым.
- Обеспечение комфортного сна младенца[7].
- Имитация внутриутробного положения (коконы с наклонным матрасом для недоношенных детей).
- Предупреждение скатывания ребёнка с кровати.

По утверждению некоторых производителей, применение позиционеров для новорождённых за счёт физиологически правильного размещения детей снижает риски возникновения колик младенца. Официальных подтверждений или опровержений данного факта от представителей научного педиатрического сообщества не было.